# John Caldwell Calhoun
Pour les articles homonymes, voir Calhoun.
John Caldwell Calhoun, né le 18 mars 1782 à Abbeville (États-Unis) et mort le 31 mars 1850 à Washington, D.C. (États-Unis), est un avocat, théoricien politique et homme d'État américain.
Il est le premier vice-président des États-Unis à être né après la Déclaration d'indépendance, ce qui fait de lui le premier citoyen américain de naissance à exercer cette charge, tous ses prédécesseurs étant nés sujet de l'Empire britannique.
Théoricien de l'idéologie sudiste, une grande partie de son œuvre politique vise à justifier le mode de vie des citoyens des États du Sud (qui formeront par la suite la Confédération) et à protéger leurs droits vis-à-vis du Gouvernement fédéral.

## Premières années
Né dans le comté d'Abbeville en Caroline du Sud le 18 mars 1782, John Caldwell Calhoun est le troisième enfant de Patrick et Martha Caldwell Calhoun, fermiers. Celui qui deviendra l’un des plus fervents défenseurs de la cause des grands planteurs ne vient donc pas des grandes familles aristocratiques du Sud. Il grandit dans une époque de troubles sociaux, en particulier en raison de l’extension de la culture du coton qui apporte avec elle la pratique de l'esclavage dans les États où les petits paysans s’opposent encore aux gros propriétaires agraires. La publication du Sedition Act par le président John Adams en 1798 et les résolutions contre cette loi écrite par Thomas Jefferson et James Madison vont provoquer chez Calhoun la prise de conscience que des États (le Kentucky et la Virginie) peuvent déclarer des lois fédérales anticonstitutionnelles. Cette révélation sera plus tard une part importante dans la philosophie politique de Calhoun.
En 1796, son père tombe gravement malade. Il arrête alors ses études pour prendre en charge la gestion de la ferme familiale. La mort de son père le laisse à la tête d’une exploitation de 31 esclaves dès l’âge de 14 ans. Il tient ce rôle pendant cinq ans avant que son frère James prenne la relève. Il retourne alors à la Willington Academy, puis s’inscrit à l'université Yale en 1801. Il en sort diplômé avec les honneurs en 1804, termine sa formation à l’école de droit de Litchfield dans le Connecticut. Il en sort convaincu que le Nord et le Sud sont séparés par un large fossé et que les Sudistes doivent tout faire pour préserver leurs valeurs et leur mode de vie particuliers. Il est admis au barreau de Caroline du Sud en 1807. Il exerce alors son métier d’avocat dans son district d’origine jusqu'à sa mort.
De 1809 à 1811, il s’occupe de plusieurs affaires concernant la répartition des pouvoirs entre les riches planteurs de coton et les fermiers plus pauvres. Il assure son avenir financier et entre dans le monde politique en épousant sa cousine, Floride Bonneau (qui sera plus tard au centre de l’affaire Petticoat), fille du sénateur John Ewing Colhoon, avec qui il aura dix enfants, dont trois décèderont en bas âge. En 1807, il est élu au siège que son père avait jadis occupé à la législature de l’État de Caroline du Sud.
Il est élu comme républicain démocrate au Congrès des États-Unis du 4 mars 1811 au 3 novembre 1817. Pendant cette période, il se fait remarquer comme un membre influent du groupe nationaliste dirigé par Henry Clay appelant à la guerre contre l’Angleterre. Il prononce le discours d’introduction à la déclaration de la guerre de 1812. Le conflit le pousse à dénoncer l’antimilitarisme des républicains, et à prôner le réarmement et le vote de crédits afin de doter les États-Unis d’une défense qui en soit digne. Il vote pour le tarif de 1816, dont l'objectif est d'éteindre la dette publique et de protéger les industries naissantes.
James Monroe, en 1817, lui propose le poste de secrétaire à la Guerre après le refus d’Isaac Shelby. Il doit rétablir l’autorité du politique sur le commandement militaire. Andrew Jackson, devenu un héros national après la bataille de La Nouvelle-Orléans (1815), semble vouloir agir librement. Il a aussi comme mission de réorganiser l’armée. Mais le Congrès vote en 1821 un projet de loi destiné à réduire les crédits militaires. Alors qu'il est secrétaire à la Guerre, se pose la question de l’admission du Missouri dans l’Union en tant qu’État esclavagiste ou non. Calhoun, sudiste et propriétaire d’esclaves, est en faveur de l’esclavage et de son maintien dans le Sud, mais il ne se prononce pas sur la question du Missouri car cela aurait pu nuire à sa carrière. Finalement, le compromis du Missouri permit d’éviter le conflit entre États esclavagistes et non-esclavagistes. Mais Calhoun est conscient que la question de l’esclavage peut conduire à l’éclatement de l’Union. Il reste à son poste jusqu’en 1825.

## Vice-présidences

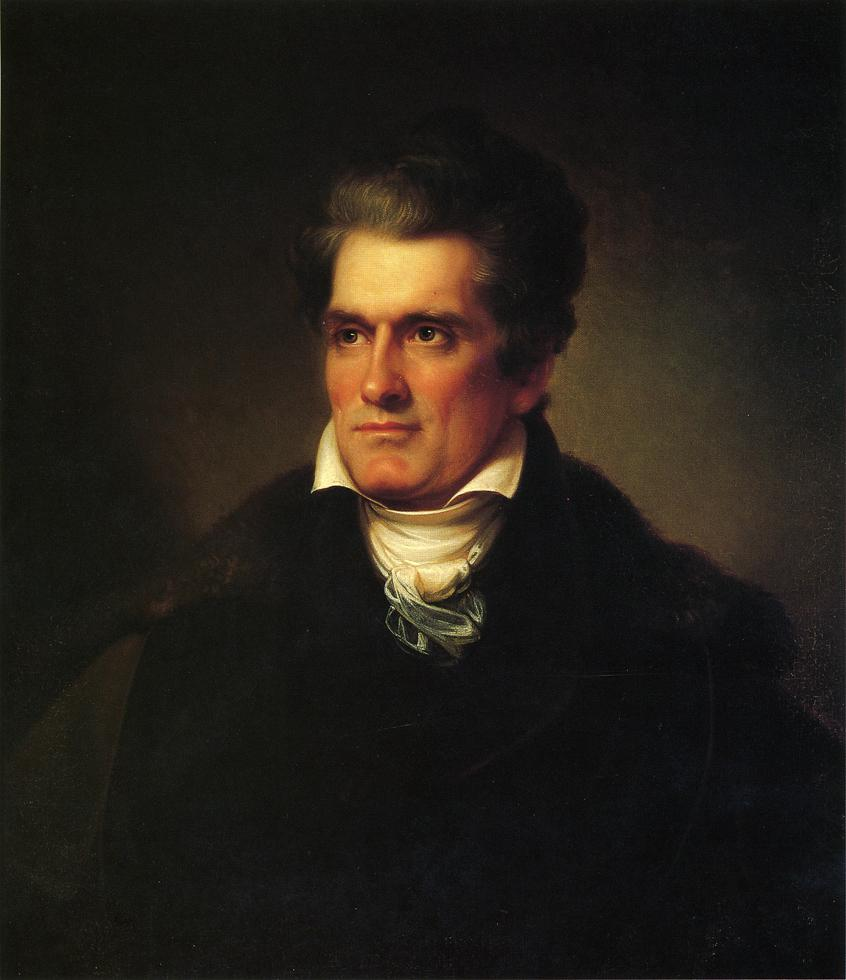
Portrait de Calhoun réalisé par Rembrandt Peale en 1834.

L'ambition de Calhoun est cependant de devenir président des États-Unis. Il présente donc sa candidature en 1824, mais il est écarté de la course à la présidence et doit se contenter du poste de vice-président sur le même ticket que John Quincy Adams. Les divergences d'intérêt entre le Nord et le Sud sont au cœur de ses préoccupations. Calhoun pense que le Sud est étouffé par le protectionnisme des nordistes et que son agriculture est sacrifiée à l’industrie. Alors qu'il n'avait pas exprimé d'opinion pro-sudiste au moment de l'adhésion du Missouri, il n'hésite pas s'engager contre les différents tarifs douaniers votés par le congrès pour protéger les manufactures du Nord : taxes sur la laine en 1824, tarif dit des Abominations en 1828. Il remet à l'ordre du jour l'ancien débat entre les fédéralistes et les républicains. Reprenant les idéaux des républicains et de Jefferson, il affirme que l’Union est un contrat entre États où chacun a le droit de préserver ses droits dont il peut demander le respect le plus strict. Il publie en décembre 1828 un rapport appelé South Carolina Exposition and Protest (en). Ce texte est censé refléter l’opinion générale de l’assemblée de Caroline du Sud et tout de suite considéré comme un document officiel. Il s'en prend au tarif des Abominations, jugé anticonstitutionnel qui met le Sud en situation d'esclavage économique. Calhoun rappelle que les Pères fondateurs ont intégré à la Constitution des garanties pour préserver les droits de la minorité. Il soutient le droit des États de s’opposer à une législation qui les frappe au cœur. C'est la théorie politique de nullification, soutenant qu’une minorité (un État par exemple) est en droit de se protéger contre la décision d’une majorité (le pays) en annulant (nullifying) sur son territoire les lois qu’il juge contraires à sa propre législation. La publication du South Carolina Exposition met fin aux chances de Calhoun de devenir président. Elle le place en conflit ouvert avec Andrew Jackson, devenu président, dont il est le vice-président, et qui lui donne le statut de héros de la « nation sudiste ».
En 1831, Calhoun rédige l'Adresse à Fort Hill où il développe une nouvelle analyse du pacte fédéral : selon lui la légitimité du gouvernement fédéral « dérive de la volonté des peuples des États, qui sont autant d’entités souveraines et indépendantes et non du peuple américain dans son ensemble. Calhoun démissionne de son poste de Vice-président le 28 décembre 1832.

## Calhoun au Sénat
Le jour de sa démission, Calhoun accepte le poste de sénateur en remplacement de Robert Young Hayne tout d’abord comme démocrate-républicain, puis sous l’étiquette de Nullifier. Il sera réélu respectivement en 1834 et en 1840 jusqu’à sa démission le 3 mars 1843. En 1832, la théorie de Calhoun est mise en pratique par l’État de Caroline du Sud qui déclare anticonstitutionnels les tarifs douaniers prohibitifs votés par le Congrès. Jackson met alors en place une nouvelle législation accordant à l’État fédéral des pouvoirs accrus en cas de refus de la part d'État fédéré de payer des impôts au Trésor. Cette mesure vise surtout la Caroline du Sud et les  nullificateurs. En février 1833, Calhoun dénonce alors la « tyrannie jacksonienne ». Mais dans le même temps, il réussit à convaincre l’assemblée de Caroline du Sud de renoncer à la nullification et de ne pas s’engager dans la voie de la sécession.
Dans les années 1836-1840, la carrière politique de Calhoun connaît un creux. Il continue cependant à militer pour le retour aux valeurs républicaines du début.
Calhoun, dans un discours devenu célèbre prononcé en février 1837, défend aussi l’esclavagisme comme un bien. Bâtissant son argumentation sur deux thèmes, la suprématie de la race blanche et le paternalisme, il y affirme son idée selon laquelle toute société doit être dirigée par une élite pouvant profiter du travail des groupes inférieurs. Il prend toutefois des distances avec la situation européenne où, selon lui, la situation des esclaves est bien pire qu’aux États-Unis. Pour lui, l’esclavagisme agraire est une garantie de stabilité, puisqu'il ne laisse pas de place à l’antagonisme capital/travail. L’industrialisme naissant dans le Nord corrompt les idéaux jeffersoniens et trahit le républicanisme. Il défend dans le même temps le droit des États du Sud à conserver leurs pratiques esclavagistes au nom de la liberté et de l’autodétermination. Enfin, il soutient les différentes mesures visant à poursuivre et renvoyer les esclaves évadés. Il est l’un des principaux défenseurs du Fugitive Slave Act, écrit par James Mason qui propose la création d’une force de police spécialement consacrée à la recherche des esclaves évadés.
Le travail de Calhoun sur la question de l’esclavage aura un rôle important sur l’accroissement des tensions entre le Nord et le Sud, tensions qui finalement déboucheront sur la guerre de Sécession quelques années plus tard.

## Dernières années
Il devient alors en février 1844, le secrétaire d'État du président John Tyler pendant une année. Il joue un rôle décisif dans l’élaboration du traité qui permet au Texas d’être annexé à l’Union. Calhoun voit dans l’entrée du Texas dans l'Union un moyen de renforcer les intérêts de la cause esclavagiste. En 1844, Calhoun quitte le Sénat et se porte de nouveau candidat aux élections présidentielles. C’est James K. Polk qui obtient l’investiture du Parti démocrate ; il est d'ailleurs élu président. Après la prise de fonction de Polk, Calhoun n'est pas reconduit dans la nouvelle équipe gouvernementale. Il est ensuite élu à nouveau au Sénat, cette fois-ci pour le Parti démocrate en remplacement de Daniel E. Huger (en). Il s'oppose à la politique américaine face aux Britanniques lors de l'annexion de l'Oregon, refuse de voter au Sénat la déclaration de guerre contre le Mexique. Il pense que l’élargissement de l’Union risque de conduire au despotisme. Son pacifisme lui vaut l'ostracisme de son parti. À la fin de sa vie, il a perdu tout espoir de concilier les intérêts du Sud et ceux du Nord. Il est convaincu que la sécession est inévitable. Atteint de tuberculose, il meurt le 31 mars 1850 avant la fin de son mandat et est inhumé au cimetière de Charleston.

## La place de Calhoun dans l'histoire américaine

### Un brillant théoricien de l'idéologie sudiste
Calhoun n'est pourtant pas un penseur original. Les idées qu'il exprime ne sont pas nouvelles. Ce qui fait sa force c’est d’avoir donné corps à l'idéologie sudiste et d'en avoir été un porte-parole brillant. Calhoun s'inscrit pleinement dans la culture sudiste par son goût pour la rhétorique, son attachement à la notion de code d’honneur et à la valeur républicaine de vertu. Ces deux notions semblent pourtant opposées. En effet, bon nombre de sudistes pensent que la politique pousse l'aristocrate sudiste à descendre de son piédestal pour s’abaisser au niveau du peuple. Calhoun méprise d'ailleurs les pratiques politiques de son temps qui, selon lui, déshonorent le chevalier sudiste qui a souscrit à un code de l’honneur. Calhoun développe donc un code de pratique politique fondé sur la vertu et le désintéressement.
Dans la Dissertation sur le Gouvernement, publié après sa mort Calhoun s'attache à trouver une nouvelle définition pour une république idéale. Reprenant les idées d'Aristote, il soutient que l’homme est par nature un être social. De ce fait, les hommes ne peuvent pas vivre sans gouvernement. Dans ce cadre, chacun occupe la place qui lui revient dans la société. il en arrive donc à la conclusion que toute société est naturellement hiérarchisée et que la place de chacun dans la hiérarchie est déterminée par la race. Les différentes parties de cette société hiérarchisée doivent être solidaires et complémentaires. Calhoun pense ainsi démontrer que l’esclavage n’est en réalité que « la reconnaissance juridique d’un fait de nature ». Calhoun s’écarte de la théorie du droit naturel, quand il dit que le but de l’État social est améliorer la race, il faut comprendre la race blanche, ce qui a comme résultat d'exclure les noirs de toute forme de contrat social. L’inégalité entre les hommes suivant leur couleur de peau est donc à la fois un « prérequis » et une conclusion à cette partie de son raisonnement.
Calhoun pense aussi que le gouvernement est lieu de tension, comme la société à cause de l'égocentrisme des hommes. Il fait un constat d’échec de la République consensuelle des Pères fondateurs. La République américaine est duelle dans son essence, car le Nord et le Sud sont opposés. Chaque groupe y doit avoir la faculté de manifester son accord et le pouvoir de résister. En fait, on ne peut connaître la volonté d'une communauté qu'en tenant compte des majorités de chacun des groupes principaux qui la constituent et non de la majorité de la communauté en général. La majorité ne doit pas imposer sa tyrannie à une minorité constituée. Pour lui, la constitution n’est pas une série de règles auxquelles le gouvernement doit se conformer mais une sorte d'organisme où chaque parti peut s’exprimer et faire valoir ses droits sans mettre en danger l’équilibre général. Dans ce cadre, l’Union est une ligue dans laquelle chacun des États signataires avait conservé sa pleine et entière souveraineté. Comme l'équilibre du début a été brisé au détriment du Sud, il ne sert à rien de rester dans le cadre de la Constitution. Pour Calhoun, les institutions des États-Unis sont inefficaces pour garantir un poids suffisant aux États fédérés. Le système politique américain doit être changé pour en trouver un autre qui respecte les droits de la minorité. Il propose un nouvel aménagement institutionnel, avec un exécutif bicéphale ; président élu par les citoyens représenterait la majorité numérique, un « président-bis », aurait comme rôle de préserver les droits des États fédérés en imposant son veto à toute mesure trop centralisatrice décidée par la simple majorité numérique. C'est la théorie du gouvernement constitutionnel ou gouvernement à la majorité concurrente, qui deviendra une dimension essentielle du conflit Nord-Sud.

### Postérité
Après sa mort, Calhoun reçoit les plus grands honneurs à travers différentes générations. Cependant, sa défense acharnée de l’esclavagisme en fait un personnage controversé. Pendant la guerre de Sécession, le gouvernement confédéré crée un timbre-poste à l’effigie de Calhoun qui ne sera jamais édité. L’université de Clemson fait également partie de l’héritage de Calhoun. Le campus de cette université est en effet construit sur le site de Fort Hill, la plantation de Calhoun qu’il lègue, à sa mort, à son beau-fils Thomas Green Clemson (en) (qui sert quelques années comme ambassadeur en Belgique grâce à l’appui de son beau-père). En 1888, à la mort de sa femme, Clemson dresse son testament dans lequel il lègue la plantation à l'État pour en faire une université consacrée à l’agriculture.
Il a également été honoré à l’université Yale qui a fait ériger une statue de lui et dont l’une des douze résidences universitaires était appelée Calhoun College, ce qui provoquait, de façon récurrente, des demandes d’étudiants pour le renommer. En juillet 2015, une pétition d'étudiants a demandé que l'université la renomme. Dans un article dans le New York Times daté d’avril 2016, où il décrit Calhoun comme le « raciste le plus flagrant » des États-Unis et un « suprémaciste blanc avoué », le président de Yale Peter Salovey a annoncé que « malgré des décennies de vigoureuses protestations d’étudiants présents et passés », la résidence conserverait le nom de Calhoun en expliquant qu’il valait mieux que les étudiants de Yale vivent dans « l’ombre » de Calhoun pour être « mieux préparés à relever les défis du présent et de l'avenir et que retirer le nom de Calhoun «obscurcirait » son « héritage esclavagiste au lieu de le traiter ». Le 3 février, 2017, un groupe de travail de Yale a recommandé le changement de nom du collège du Calhoun College qui sera renommé en l'honneur de Grace Hopper, une amirale et informaticienne de la marine américaine, responsable de progrès marquants en informatique, notamment à travers la conception du premier compilateur (A-0 System) et du langage COBOL.
En 1957, les sénateurs lui rendent hommage en le désignant le « cinquième plus important sénateur de tous les temps ». Une résolution du même Sénat de 2000 le nomme dans la liste des « seven greatest of all time ».
De nombreux lieux ont par la suite été nommés en l’honneur de John Calhoun, parmi lesquels :
- 11 comtés
- 10 villes
- 1 lac, le lac Calhoun, dans l'État du Minnesota.

L'héritage politique de Calhoun est toujours discuté aujourd'hui. François Vergniolle de Chantal soutient que la radicalisation conservatrice du Parti républicain témoigne d'une filiation directe avec les idées de Calhoun. En effet, certains commentateurs n’hésitent pas à faire référence à ses théories pour expliquer les positions conservatrices dans le domaine du droit constitutionnel. La reprise explicite de la tradition constitutionnelle sudiste apparaît par des arrêts de la Cour suprême, qui remettent au cœur du débat constitutionnel la définition du fédéralisme. Le 104e Congrès (1994-1996), a sans arrêt manifesté sa volonté de défendre les États fédérés contre le gouvernement central.

## Dans la culture
Dans le film Amistad (1997) de Steven Spielberg, c'est John Calhoun, interprété par Arliss Howard qui convainc le président Martin Van Buren de porter devant la Cour suprême l'affaire de l'Amistad en 1841 : le tribunal de première instance avait reconnu que les rebelles de l'Amistad étaient illégalement réduits en esclavage et devaient être libérés, au grand dam des sudistes, qui y voyaient la menace de l'abolition ; la Cour suprême entérinera le premier jugement.

### Publications de John Caldwell Calhoun
- The Papers of John C. Calhoun Édité par Clyde N. Wilson; 28 volumes, University of South Carolina Press, 1969-2003.
- Calhoun, John C. Ed. H. Lee Cheek, Jr. Calhoun: Selected Writings and Speeches (Conservative Leadership Series), 2003.  (ISBN 0-89526-179-0)
- Calhoun, John C. Ed. Ross M. Lence, Union and Liberty: The Political Philosophy of John C. Calhoun, 1992.  (ISBN 0-86597-102-1)